# Beaumont-la-Ferrière
Beaumont-la-Ferrière là một xã của tỉnh Nièvre, thuộc vùng Bourgogne-Franche-Comté, miền trung nước Pháp.

## Dân số
Theo điều tra dân số 1999 có dân số là 144. On 1 tháng 1 năm 2007, the ước tính was 137.